# Templo de San Pedro y San Pablo (Aconchi)
El templo o parroquia de San Pedro y San Pablo del pueblo de Aconchi, en el estado de Sonora, que antiguamente en el siglo XVII era usado como la misión de San Pedro de Aconchi fundada en 1639 por el jesuita portugués Bartolomé Castaño, es el edificio representativo del pueblo. 

## Historia

### Construcción
Su construcción inició en el siglo XVII, aproximadamente en el año de 1640 cuando Bartolomé Castaño junto al padre Pedro Pantoja la construyeron instituir una misión jesuita y no culminó hasta finales del XVIII, construido en su totalidad de piedra,

### Cronología como misión
Fue nombrada cabecera de misión y la dedicaron a San Pedro, durante el periodo de 1645 a 1676, no hubo un padre residente aquí por lo que dejó de ser cabecera, ese último año, la misión quedó a cargo del padre Juan Fernández, y gracias a su estadía recuperó el nombramiento que había perdido.
Entre los años de 1683 y 1685, el padre Francisco Soto, tomó el cargo y para 1689 se encontraba el padre Pedro Castellanos. A principios del siglo XVIII, el padre Nicolás Perea convirtió la misión en pueblo de visita de Baviácora, y no fue hasta 1761 cuando volvió a ser cabecera, perteneciendo al rectorado de San Francisco Javier.
En 1767, con la expulsión de los misioneros jesuitas, aún se encontraba el padre Perea en Aconchi, ayudado por el padre José Toral. Después, los misioneros franciscanos remodelaron el edificio pero se hicieron cargo por poco tiempo, pues este fue secularizado. En 1796 estaba de visita el padre Bartolomé Socies, y poco más tarde, el padre Francisco Barbastro. En 1815, José María González era el cura residente.
Fue modificado en el año de 1857, de 1879 a 1957 sufrió otras modificaciones y fue redecorado a fines de la década de 1960.

## Actualidad
El templo pertenece a la zona de la arquidiócesis de Hermosillo, y actualmente es catalogado como Monumento Histórico de la Nación por el Instituto Nacional de Antropología e Historia (INAH).
Dentro del templo se encuentra una figura de cerámica en forma de un Cristo de color negro, llamada "El Cristo Negro de Esquipulas" o "El Señor de Esquipulas", de la cual, no se sabe nada sobre de dónde o cuándo provino, por lo que los habitantes de la región mencionan varias leyendas sobre ésta.